# Paul Reilly, Baron Reilly
Paul Reilly, Baron Reilly Kt (* 29. Mai 1912 in Toxteth, Liverpool; † 11. Oktober 1990) war ein britischer Journalist und Designer, der zwischen 1960 und 1977 Direktor des Rates für industrielles Design (Council of Industrial Design) war und 1978 als Life Peer aufgrund des Life Peerages Act 1958 Mitglied des House of Lords wurde.

## Leben

### Studium, Journalist und Zweiter Weltkrieg
Reilly, dessen Vater Charles Herbert Reilly Professor für Architektur an der University of Liverpool war, absolvierte nach dem Besuch des Winchester College mit einem Stipendium ein Studium der Fachrichtung Philosophy, Politics and Economics (PPE) am Hertford College der University of Oxford, das er 1933 abschloss. Nachdem er im Anschluss von 1933 bis 1934 noch ein Studium der Betriebswirtschaftslehre an der London School of Economics (LSE) absolviert hatte, war er in Zeiten hoher Beschäftsigungslosigkeit zwischen 1934 und 1936 als Handlungsreisender für das Sperrholzsunternehmens Venesta tätig und baute dabei zahlreiche Kontakte zu führenden Architekten und deren Kunden auf.
Danach wurde er 1936 Journalist bei der Tageszeitung News Chronicle und arbeitete in der Zeit insbesondere als Assistent von Chefredakteur Gerald Barry, der ihn ermutigte zusammen mit dem Fotografen Barnett Saidman Großbritannien zu bereisen, um Berichte über Bauwerke und Design zu verfassen. 1940 wurde er zum Redakteur für Features des News Chronicle ernannt.
Während des Zweiten Weltkrieges trat Reilly 1940 zunächst in das Royal Armoured Corps ein, ehe er zwischen 1941 und 1946 zur Royal Naval Volunteer Reserve (RNVR) wechselte und dort überwiegend im Nachrichtendienst eingesetzt war.

### Aufstieg zum Direktor des Design Council
Nach seinem Ausscheiden aus dem Militärdienst wurde er 1946 Mitarbeiter bei der Fachzeitschrift Modern Plastics in New York City und lernte bei der Rückkehr nach Großbritannien 1948 den neuernannten Direktor des 1944 gegründeten Council of Industrial Design (COID), Gordon Russell, kennen, der ihn als Mitarbeiter für Presse- und Öffentlichkeitsarbeit des COID einstellte. Der COID war während der Kriegszeit gegründet worden, um alle praktikablen Mittel für die Verbesserung von Produkten der britischen Industrie zu fördern. In seiner Arbeit als Pressesprecher hatte er das Ziel, das öffentliche Bewusstsein für Designstandards nach den kriegsbedingten Jahren von Sparmaßnahmen und Rationierung zu erhöhen, und veranstaltete hierzu auch eine Reihe von Design-Wochen in ländlichen Gegenden und nutzte hierzu auch seine journalistische Erfahrung für entsprechende Artikel in den Publikationen des COID. Im Frühjahr 1950 konzentrierte er sich insbesondere auf die Planung des Festival of Britain, eine im Sommer 1951 stattgefundene britische Ausstellung zu Wissenschaft, Technologie, Industriedesign, Architektur und Künste.
In der zwölfjährigen Zusammenarbeit mit Russell, der sich schwerpunktmäßig um das handwerkliche Design konzentrierte, befasste sich Reilly nicht nur mit der Pressearbeit, sondern auch mit der politischen Ausrichtung des COID. 1956 begann die Arbeit des Design Centre am Haymarket in London mit einer vom Prinzgemahl Philip, Duke of Edinburgh eröffneten Ausstellung von Designprodukten. In der Folgezeit kümmerte er sich auch um die ab 1957 vergebenen jährlichen Design Centre Awards.
1960 wurde er als Nachfolger von Gordon Russell Direktor Rates für industrielles Design (Council of Industrial Design) und bekleidete diese Funktion bis 1977. In dieser Funktion entwickelte er das Berufsbild des Industriedesigners (Industrial Designer) Gleichzeitig räumte er ein, dass das durch die Pop Art beeinflusste Design in den 1960er Jahren eine Umwandlung des traditionellen Designbegriffes herbeigeführt hätte.
Für seine Verdienste wurde Reilly, der 1961 Kommandeur des Wasaorden von Schweden und 1965 Fellow des Royal Institute of British Architects (FRIBA) wurde, am 10. Juni 1967 zum Knight Bachelor geschlagen und führte seither den Namenszusatz „Sir“. Während seiner Amtszeit wurde zur Unterstützung des Handwerks und handgemachter Produkte von ihm die Einführung des Handwerklichen Beratungsausschusses (Craft Advisory Committee ) initiiert, aus dem der heutige Handwerksrat (Crafts Council) entstand. Anfang 1972 änderte der COID seinen Namen von Council of Industrial Design in Design Council. Nachfolger als Direktor des Design Council wurde 1977 Keith Grant.
Anschließend wurde er 1977 Direktor des von Terence Conran gegründeten Unternehmen Conran Associates und der Conran Foundation Boilerhouse, dem Vorläufer des heutigen Design Museum London.

### Oberhausmitglied und Ehrungen
Durch ein Letters Patent vom 18. Juli 1978 wurde Reilly aufgrund des Life Peerages Act 1958 als Life Peer mit dem Titel Baron Reilly, of Brompton in the Royal Borough of Kensington and Chelsea, in den Adelsstand erhoben und gehörte bis zu seinem Tod dem House of Lords als Mitglied an.
Seine offizielle Einführung (House of Lords) erfolgte am 24. Juli 1978 mit Unterstützung durch George Charles Hayter Chubb, 3. Baron Hayter und Frederic Seebohm, Baron Seebohm. Während seiner Oberhauszugehörigkeit gehörte er zur Gruppe der Crossbencher, der Gruppe der parteilosen Mitglieder des House of Lords.
Für seine langjährigen Verdienste um Design und Handwerk Großbritannien wurde er mehrfach geehrt und erhielt unter anderem Ehrendoktoren der Loughborough University (1977), des Royal College of Art (1978), der Aston University (1981) sowie der Cranfield University (1983).

## Veröffentlichungen
- The Influence of National Character on Design. In: Journal of the Royal Society of Arts, Oktober 1959, S. 919–939; JSTOR:41368498.
- The First Josiah Wedgwood: A Model for To-day, Mitautor Arthur Bryan, 1980; Google Books